# NGC 4615
NGC 4615 (również PGC 42584, UGC 7852 lub Arp 34) – galaktyka spiralna (Scd), znajdująca się w gwiazdozbiorze Warkocza Bereniki. Odkrył ją Heinrich Louis d’Arrest 9 maja 1864 roku.
W galaktyce tej zaobserwowano supernową SN 1987F.